# Лорды-собственники колонии Каролины

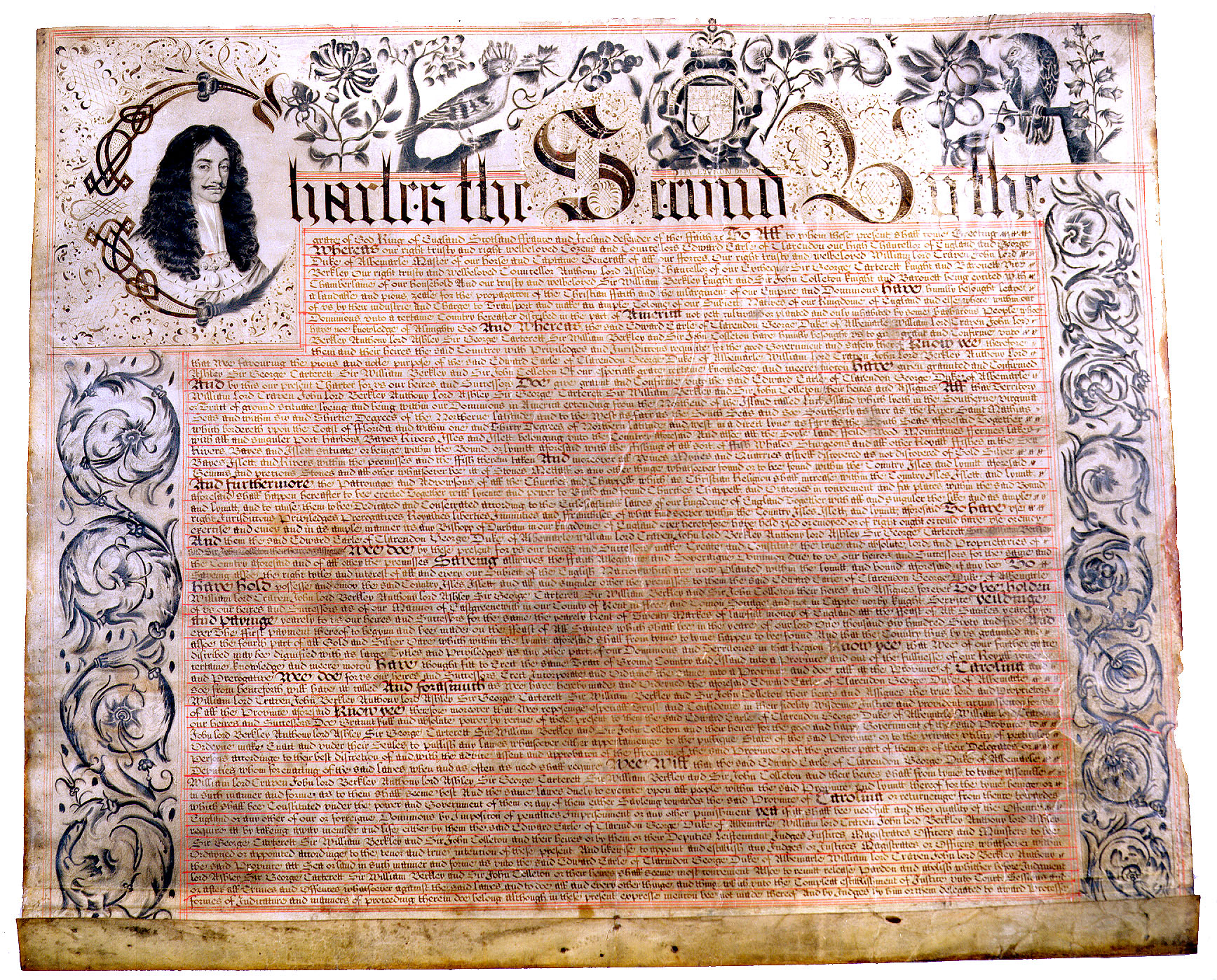
Королевский грант 24 марта 1663 года, дарующий Лордам-собственникам земли в Новом Свете.

Лорды-собственники колонии Каролины (англ. Lords Proprietors of Carolina) — восемь английских лордов, которым король Карл II повелел, грантами от 1663 и 1665 года, создать колонию к югу от колонии Виргиния и сформировать на ней колониальное (проприетарное) правительство. Так возникла провинция Каролина. Король сохранял суверенитет над колонией, но дал лордам-собственникам широкие полномочия по формированию государственных структур, сбору налогов и религиозной политике. Однако лорды-собственники не смогли эффективно управлять колонией, этому помешали размеры территории, их собственная небрежность, а также войны с индейцами тускарора и набеги пиратов. Лордам так и не удалось эффективно привлечь поселенцев в новую колонию. В 1712 году они разделили провинцию на Северную Каролину и Южную Каролину, но и это не упростило управление. Королевская администрация начала оказывать давление на лордов, предлагая им уступить свои права Короне, и в итоге в 1729 году лорды уступили провинцию королю за денежную компенсацию. Только потомки лорда Картерета отказались продать королю свою часть провинции и в их собственности остался участок, известный как Гренвиллский участок.

## Дарование гранта
Первая попытка колонизации побережья Северной Каролины была предпринята в 1580-е годы по инициативе сэра Уолтера Роли, но быстро выяснилось, что северокаролинский берег неудобен для колонизации, поэтому уже Роли начал думать над тем, чтобы основать колонию севернее, в Чесапикском заливе, и эти планы были реализованы Лондонской кампанией в начале XVII века. От планов колонизации Северной Каролины отказались, но отдельные исследователи время от времени посещали эти земли. В 1629 году король Карл I выдал сэру Роберту Хету грант на основание колонии на землях, которую он назвал Каролиной, но Хету и его наследникам не удалось создать колонию. Между тем жители колонии Виргиния начали по своей воле проникать на земли к югу от колонии, и постепенно создали там поселения, известные как Албемарлские поселения. В 1663 году эти поселения привлекли внимание дворян из окружения короля Карла II, которые решили, что это хорошая возможность основать большую колонию, и тем увеличить свои доходы и влияние. 

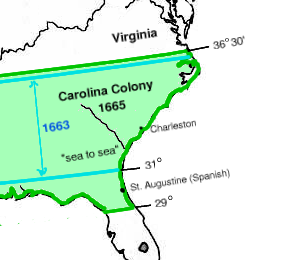
Границы владений лордов-собственников по грантам 1663 и 1665 года.

Они запросили у короля грант на владение землями, которые находились к югу от колонии Виргиния и который король считал своей собственностью. К этой территории относились и Албемарлские поселения. Король дал своё согласие и 24 марта 1663 года издал хартию, которой повелел создать отдельную провинцию на землях между 31-й и 36-й параллелями. Западная граница земель не была оговорена, было сказано, что колония будет простираться от Атлантического океана до «Южных Морей». Позже выяснилось, что Албемарлские поселения не попадают в эти границы, и была издана новая уточняющая хартия от 30 июня 1665 года. Поскольку в гранте 1629 года земля была названа «Каролиной», то король решил оставить это имя. Согласно хартии, колония будет принадлежать истинным и абсолютным Лордам-собственникам («the true and absolute Lords Proprietors»).
Подписывая хартию, король преследовал и свои собственные интересы. После Реставрации Стюартов династия нуждалась в поддержке. Королю требовалось утвердить свою власть в Англии и колониях, и увеличить свои доходы, и основание колонии казалось идеальным способом достичь этого. Поэтому он не столько уступил лордам свои права в вознаграждение их поддержки в годы Реставрации, сколько сам способствовал реализации этого плана. Помимо получения доходов, Карл II хотел провести эксперимент по либерализации религиозной и административной системы. Хартия лордам-собственникам давала колониям беспрецедентные религиозные свободы и невиданную ранее свободу самоуправления.

## Лорды-собственники
На момент выдачи гранта лордами-собственниками были восемь человек:
- Эдвард Хайд, 1-й граф Кларендон
  - Наследник: Генри Хайд, 2-й граф Кларендон[англ.] (продал свою долю Сету Сотелу)
- Джордж Монк, 1-й герцог Албемарл
  - Наследник: Кристофер Монк, 2-й граф Албемарл
    - Преемник: Джон Гренвиль, 1-й граф Бат
- Уильям Крэйвен, 1-й граф Крэйвен[англ.]
  - Наследник: Уильям Крэйвен, 2-й барон Крэйвен[англ.]
- Джон Беркли Стрэттонский, 1-й барон Беркли[англ.]
- Энтони Эшли-Купер (1-й граф Шефтсбери)
  - Наследник: Энтони Эшли-Купер (2-й граф Шефтсбери)[англ.]
    - Наследник: Энтони Эшли-Купер (3-й граф Шефтсбери)
- Сэр Джордж Картерет, 1-й баронет
  - Наследник: Джордж Картерет, 1-й барон[англ.]
- Сэр Уильям Беркли (брат Джона)
  - Наследник: Его жена Фрэнсис Беркли, которая в 1683 году продала свою долю Монку, Картерету, Коллетону и Крейвену[6].
- Сэр Джон Коллетон[англ.]

Первое время старшим среди лордов был сэр Уильям Беркли и его сын Джон Коллетон, но Коллетон умер в 1667 году, а Беркли скоро отвлёкся на виргинские дела, поэтому главой лордов до 1683 стал Энтони Эшли-Купер.
По замечанию авторов «Истории Северной Каролины» 1919 года, если король вообще имеет право награждать своих друзей коронными землями, то Карл II действовал совершенно справедливо. Он был обязан этим людям всем: они восстановили династию, обеспечили ему личную безопасность, вернули ему трон. Они имели полное право принять этот подарок. Они оказали королю огромную услугу, рискуя своей жизнью, честью и карьерой, они сделали его королём, когда он был нищим. Их заслуги были несомненно большими, чем заслуги Уолтера Роли перед королевой Елизаветой. Несмотря на это, среди историков были такие, кто полагал, что Роли принял дал королевы, движимый патриотизмом, и в то же время Карла II обвиняли в бессмысленной щедрости, а лордов-собственников в жадности и паразитизме.

## Каролина при лордах-собственниках
В 1663 году лорды-собственники объявили о создании правительства колонии, юрисдикция которого распространялась на Албемарлские поселения. В 1664 году виргинский губернатор Беркли по их просьбе назначил Уильяма Драммонда первым губернатором, и так была сформирована исполнительная власть правительства. В начале 1665 года сформировалась законодательная ветвь власти. Помимо организации центральной власти были основаны три провинциальные правительства, которые были названы Округами (Counties). Это были Албемарл, Кларендон и Крейвен.
Первым шагом новой власти был запрос к лордам-собственникам, в котором они просили выдавать поселенцам земли на тех же условиях, которые приняты в Виргинии. Лорды-собственники согласились, и 1 мая 1668 года подписали документ, известный как Great Deed of Grant. Это произошло уже при втором губернаторе, Самуэле Стивенсе, который сменил Драммонда в 1667 году.
Лорды-собственники рассмотрели несколько вариантов управления колонией и в итоге при содействии Джона Локка были составлены два плана: «Grand Model» и «Fundamental Constitutions of Carolina». Собственники одобрили эти документы 1 июля 1669 года, но затем было внесено много изменений, а в итоге планы были отменены.
Лорд-собственник Эдвард Хайд умер в 1674 году и его доля перешла его сыну Генри Хайду, но тот не проявлял интереса к колониям и в 1677 году продал свою долю Сету Сотелу.
Однако лорды-собственники плохо контролировали провинциальные власти, которые позволяли себе злоупотребления. В 1683 году губернатором стал Сет Сотел, который игнорировал волю лордов и законы колонии, присваивал казённые деньги, брал взятки с преступников, незаконно отбирал имущество колонистов и вредил торговле. В 1688 году, несомненно под влиянием Славной революции, поселенцы взбунтовались, арестовали Сотела и отдали под суд и приговорили к изгнанию. Лорды-собственники подтвердили приговор Ассамблеи. Сотел был последним губернатором с титулом «губернатор Албемарла».
Около 1690 года в провинции появились первые французы-гугеноты. Они прибыли из Виргинии и расселились на реке Памлико. В 1694 году губернатор Арчдейл создал Округ Арчдейл, куда вошли земли между заливом Албемарл и рекой Кейп-Фир. В 1696 году образовался округ Бат (между Албемарлом и рекой Ньюс), который получил право отправлять делегатов в Ассамблею провинции. Позже, в 1710 году на реке Ньюс стали селиться беженцы-протестанты из германского Пфальца. Их переселением руководил Кристоф фон Граффенрид, который основал на реке Ньюс город Нью-Берн.
Уже в ранние годы существования колонии стали различаться её Северная и Южная половины, с границей по реке Кейп-Фир. Когда в 1689 году губернатором был назначен Филип Ладвелл, то было сказано, что он назначается губернатором территории, лежащей к северу и востоку от Кейп-Фира. Но уже в 1691 году Ладвелла сделали губернатором всей Каролины. Его преемник Джон Арчдейл был губернатором всей провинции, но имел заместителей для Южной и Северной половин. Сам губернатор обычно жил в Чарлстоне, что ослабляло его влияние на северную часть Каролины и повышало роль представительной власти. В 1710 году было решено назначать двух разных губернаторов для двух Каролин, и в результате в 1712 году Эдвард Хайд стал губернатором «той части провинции Каролина, что к N и Е от Кейп-Фир и называется N Каролина».

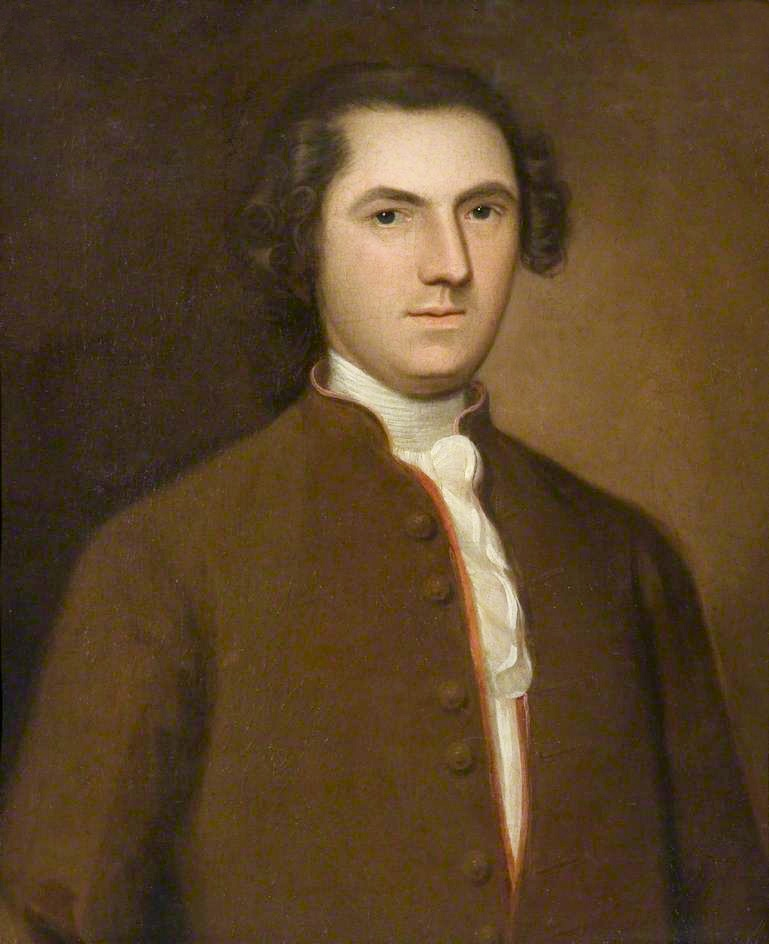
Губернатор Эдвард Хайд

В 1704 году на реке Блэк-Крик был основан город Бат, который в 1705 году стал инкорпорированным городом, быстро развивался и стал первой столицей колонии.
При основании колонии предполагалось, что основной церковью будет Англиканская, но никто не занимался религиозными вопросами, и в итоге значительная часть населения оказалась квакерами. Около 1703 года правительство попыталось добиться доминирования англиканской церкви, что привело к конфликту с квакерами и расколу в правительстве. Новый губернатор Хайд принял сторону про-англиканской части колонии, а прежний губернатор Кэри в ответ поднял так называемое Восстание Кэри: 30 июня 1711 года он напал на дом Хайда, но был отбит. Хайду при поддержке виргинского губернатора Спотсвуда удалось подавить мятеж. Разногласиями среди поселенцев решили воспользоваться индейцы тускарора, которые были недовольны тем, что пфальцские немцы селятся на их землях на реке Ньюс. В сентябре 1711 года началась Тускарорская война: индейцы напали на селения на реке Ньюс, полностью опустошив регион. Хайду удалось сформировать ополчение колонии и при помощи южнокаролинского отряда разбить индейцев. Хайд вскоре умер от жёлтой лихорадки и войну завершил его преемник Томас Поллок. В те же годы северокаролинцы пришли на помощь Южной Каролине во время нападения индейцев Ямаси.
В 1716 году губернаторы Эден и Спотсвуд пришли к компромиссу относительно границы между Виргинией и Северной Каролиной и была проведена официальная границы колоний. Король и лорды-собственники утвердили соглашение.

## Ликвидация гранта
Правление лордов-собственников в определённый момент стало вызывать недовольство королевской администрации, и она стала агитировать жителей колонии перейти под прямое управление Короны. Администрации главным образом не нравилось, что лорды не могут обеспечить выполнение Навигационных актов, но были и иные причины: некоторые их постановления противоречили законам Англии, не доводили до короля некоторые, поданные через них обращения, укрывали контрабандистов и пиратов, создавали мануфактуры, что считалось нежелательным за пределами Англии, пренебрегали обязанностями обороны от индейцев, и так далее. В итоге Торговая палата рекомендовала вернуть в колонию прямое коронное управление.
Но такая мера была возможна только с согласия лордов-собственников, и правительство начало постепенными мерами добиваться их согласия. В 1696 году парламент разработал акт, согласно которому губернаторы колоний должны были утверждаться королём и давать ему клятву, но по ряду причин этот закон не был принят. В 1714 году было предложено издать закон о том, чтобы законы и указы лордов-собственников утверждались королём, но оказалось, что такой закон нельзя издать без акта парламента.
Лорды противодействовали этим замыслам примерно полвека, но они начали осознавать, что обстоятельства складываются против них. Когда в 1719 году поднялось восстание в Южной Каролине, лорды увидели, что их администрация была легко свергнута, а король охотно пошёл на контакт с восставшими и признал их правительство. Стало понятно, что пора уступать. В январе 1728 года они официально предложили уступить свои гранты короне. Были начаты переговоры, в ходе которых лорды уступили свои политические права, а семь из восьми согласились продать короне свои земельные участки за 2500 фунтов стерлингов каждый. Ещё 500 фунтов король выплатил им в счёт недополученных с колонии рент. Соглашение передали в парламент, который узаконил его официальным актом. 25 июля 1729 года Северная и Южная Каролины перешли под прямое правление короля.
Всего в истории Каролины было 49 лордов-собственников, из них 5 были женщинами.